# 里帕布利克 (堪薩斯州)
里帕布利克（英語：Republic）是一個位於美國堪薩斯州里帕布利克縣的城市。

## 地方資料
根據2020年美國人口普查的數據，里帕布利克的面積為0.60平方千米，當中陸地面積為0.60平方千米，而水域面積為0.00平方千米。當地共有人口82人，而人口密度為每平方千米136.67人。